# ハルク (映画)
『ハルク』（Hulk）は、マーベル・コミックの同名キャラクターをベースにした、2003年のアメリカのスーパーヒーロー映画。監督はアン・リー、脚本はジェームズ・シェイマス、マイケル・フランス、ジョン・ターマンが務め、エリック・バナ、ジェニファー・コネリー、サム・エリオット、ジョシュ・ルーカス、ニック・ノルティらが出演している。本作では、ブルース・バナーの生い立ちが描かれている。ブルース・バナーは、実験室で起きたガンマ線照射事故をきっかけに、ストレスや感情を感じると緑色の肌をした巨大な生物「ハルク」に変身する。アメリカ軍に追われ、息子に暗い影を向ける実父と衝突する。
本作の開発は1990年に始まった。一時はジョー・ジョンストン、そしてジョナサン・ヘンズリーが監督を務める予定だった。2002年3月から8月にかけて、主にカリフォルニア州のサンフランシスコ・ベイエリアで撮影された。
2003年6月20日に公開され、全世界で2億4500万ドルの興行収入を記録し、2003年の最高興行収入作品のひとつとなった。Rotten Tomatoesの批評では、野心的でスタイリッシュな映画だが、対話に重点を置きすぎてアクションが犠牲になっていると評価されている。続編が予定されていたが、リブートの『インクレディブル・ハルク』として、「マーベル・シネマティック・ユニバース」の第2作目として2008年6月13日に公開された。

## あらすじ
遺伝子学者ブルース・バナーは、ある実験を行っていたところ、大量のガンマ線を全身に浴びるという事故に見舞われる。やがて彼の体内で異変が起き、“怒り”の感情を抱いた時、彼の身体は緑色の醜く巨大なモンスター“ハルク”へと変身してしまった。ブルースの意識をなくしたハルクは、彼を捕獲しようとする軍の最新兵器を搭載したヘリやジェット機の攻撃も恐れず、戦車の砲弾さえはね返してしまう。もはや誰にも止められなくなったハルクだが、ブルースに特別な想いを寄せる女性科学者ベティだけは彼を信じ、なんとか救おうとするのだった。

## 登場人物
ブルース・バナー / ハルク
演 - エリック・バナ
遺伝子学者。ベティの父の実験により、改造されたDNAを持つ。事故で大量のガンマ線を浴びてしまい、怒りを感じると超人「ハルク」となってしまう。膝が悪かったが先述のガンマ線を浴びたことで調子が良くなった。
ベティ・ロス
演 - ジェニファー・コネリー
女性科学者。ブルースの同僚でもあり、彼に恋心を抱いている。
ロス
演 - サム・エリオット
将軍。ベティの父親。危険な実験をしていたデヴィッドを警戒していた。
グレン・タルボット
演 - ジョシュ・ルーカス
ベティの元恋人。
デヴィッド・バナー
演 - ニック・ノルティ
ブルースの父。科学者。アメリカ軍の砂漠基地で研究をしていた。規則を破ってまで実験を行う危険な性格。ブルースがいる研究所の清掃員として潜り込んでいる。
エディス・バナー
演 - カーラ・ブオノ
ブルースの母。デヴィッドとのもつれあいでナイフで刺され死亡する。
ハーパー
演 - ケヴィン・ランキン
ブルースの同僚。
クレンズラー
演 - セリア・ウェストン
ブルースの養母。

## キャスト
| 役名                      | 俳優                               | 日本語吹替 |
| ------------------------- | ---------------------------------- | ---------- |
| ブルース・バナー / ハルク | エリック・バナ                     | 小杉十郎太 |
| ベティ・ロス              | ジェニファー・コネリー             | 渡辺美佐   |
| ロス将軍                  | サム・エリオット                   | 小林修     |
| グレン・タルボット        | ジョシュ・ルーカス                 | 堀之紀     |
| デヴィッド・バナー        | ニック・ノルティ                   | 玄田哲章   |
| 若い頃のデヴィッド        | ポール・キャシー                   | 玄田哲章   |
| エディス・バナー          | カーラ・ブオノ                     | 日野由利加 |
| 若い頃のロス将軍          | トッド・テーセン                   | 伊藤栄次   |
| 10代のブルース            | マイク・アーウィン                 | 高橋広樹   |
| ハーパー                  | ケヴィン・ランキン                 | 松山鷹志   |
| クレンズラー婦人          | セリア・ウェストン                 | 火野カチコ |
| 補佐官                    | ダニエル・デイ・キム               | 大西健晴   |
| 大統領                    | ジェフリー・スコット               | 仲野裕     |
| 国家安全保障大統領補佐官  | レジーナ・マッキー・レッドウィング | 日野由利加 |
| 警備員                    | ルー・フェリグノ                   | 滝知史     |
| 警備員                    | スタン・リー                       | 仲野裕     |

## スタッフ
- 監督：アン・リー
- VFX：ILM
- VFXスーパーバイザー：デニス・ミューレン
- 特殊メイク：リック・ベイカー、KNB EFX
- 音楽：ダニー・エルフマン

### 日本語版制作スタッフ
- 翻訳 - 岸田恵子[2]
- 演出 - 山田知明[3]
- ミキサー - 山本和則[4]

## その他
- 作品中にはアメリカ軍の配備としてM1エイブラムス、F-22ラプター、RAH-66コマンチが登場する。この映画が制作・公開されていた当時、RAH-66は実際にはまだ配備されていなかったが、結局2004年に軍は配備の中止を決定した。
- 2006年に公開された『ワイルド・スピードX3 TOKYO DRIFT』では、主人公の友人のトゥインキーの愛車であるフォルクスワーゲン・ゴルフトゥーランが、ハルク仕様に改造されている。

## テレビ放映
| 回数 | 放送局     | 放送枠           | 放送日       | 放送時間  | 放送分数 | 吹替版     | 平均世帯 視聴率 | 備考         |
| ---- | ---------- | ---------------- | ------------ | --------- | -------- | ---------- | --------------- | ------------ |
| 1    | テレビ東京 | 新春ロードショー | 2025年1月2日 | 4:00-6:00 | 120分    | 劇場公開版 | 0.7%            | 地上波初放送 |

- 地上波放送・関東地区のみ記載。
- 視聴率はビデオリサーチ調べ。関東地区でのデータ。